# Болотяні місця
Болотяні місця — ландшафтний заказник місцевого значення. Об'єкт розташований на території Пологівського району Запорізької області, на території Пологівської РДА.
Площа — 14,6 га, статус отриманий у 2011 році.
Охороняється заболочена ділянка з навколоводною трав'янистою рослинністю та чагарниками біля витоків невеликої річки.